# James Barnes
James Barnes (Hobart, Oklahoma, 1949) és un compositor estatunidenc.
Barnes va estudiar composició i teoria musical a la Universitat de Kansas, obtenint la llicenciatura en Música el 1974, i un Màster el 1975. Va estudiar direcció d'orquestra amb el mestre Zuohuang Chen. Des de 1977 ha estat professor de teoria i composició a la Universitat de Kansas, on dona classes d'orquestració i composició.
Barnes també és un tubista i ha actuat amb nombroses organitzacions professionals en els Estats Units. Les seves nombroses composicions són interpretades sovint a Amèrica, Europa, Japó, Taiwan i Austràlia. El concert de la banda japonesa de Tòquio Kosei Wind Orchestra ha produït 3 CDs fins avui amb obres de James Barnes.
Ha rebut dues vegades el Premi de l'Associació Americana de directors de Banda.

## Obres

### Per a banda
| - Toccata Fantastica Op. 106 - A Solemn Prelude for Symphonic Band. Op. 114 - A Light in the Wilderness - A Very American Overture - All Pleasant Things - Alvamar Overture - Autumn Soliloquy for Oboe and concert band - Appalachian Overture - Arioso For Symphonic Band - Beautiful Oregon - Breckenridge - Brookshire Suite - Caribbean Hideaway - Carnaval in São Paulo - Centennial Celebration Overture - Century Tower Overture - Chorale and Jubiloso - Chorale Prelude on a German Folk Tune Op. 61 - Concerto for Tuba and Wind Band - Crossgate - Danza Sinfonica - Dream Journey, OP.98 (a Tone Poem for Symphonic Band) - Dreamers... - Duo Concertante, OP. 74 - Eaglecrest - Eagle Bend Overture for Band - Eisenhower Centennial March - Fanfares and Alleluias - Fantasy Variations on a Theme by Nicolo Paganini | - Festival Concert March - Festive Music for Singapore - Foxfire Overture for Symphonic Band - German Folk Tune - Golden Brass - Golden Festival Overture Op. 95 - Heatherwood Portrait - High Plains Overture - Hobart Centennial March - Hunter Park - Inspiration Point - Inventions On Marching Songs - Invocation and Toccata - Impressions of Japan - Jubilation Overture - Legend - Lonely Beach Normandy 1944 - Long Gray Line - Maracas from Caracas - March Kawasaki - Meadowlark, A Pastorale - Medicine Lodge - Mojaves Claves - Music from "Girl Crazy" by George Gershwin - Nulli Secundus March - Omaggio - Pagan Dances - 1. Ritual - 2. Mystics - 3. The Master of the Sword | - Poetic Intermezzo - Rapscallion - Rhapsodic Essay; Gathering of Eagles - Riverfest - Romanza - Spitfire Overture - Stone Meadows - Sunflower Saga - Symphonic Overture - The Old Guard - The Pershing Rifles - The Silver Gazebo - The Texans - Toccata Fantastica - Torch Dance - Trailridge Saga - Trail of Tears - Trumpets and Drums - Twin Oaks Overture for Band - Valor - Variations ona Moravian Hymm - Visions Macabres - Westport Overture - Westridge Overture - Wildwood Overture - Yama Midori (Green Mountains) - Yorkshire Ballad |

### Simfonies
- Second Symphony
- 1994 Third Symphony - "The Tragic" Op. 89
  - 1. Lento - Allegro ritomoco
  - 2. Scherzo
  - 3. Fantasia - Mesto (for Natalie)
  - 4. Finale - Allegro giocoso
- Fourth Symphony "Yellowstone Portraits" Op. 103b
  - 1. Dawn on the Yellowstone River
  - 2. Pronghorn Scherzo
  - 3. Inspiration Point (Tower Falls)
- Fifth Symphony "Phoenix" Op. 110
- Sixth Symphony (escrita per a la Lake Braddock High School Symphonic Band)
- Seventh Symphony (Symphonic Requiem Op. 135
- Eighth Symphony (Sinfonie für Wagen) Op. 148